# Francesco Fontebasso

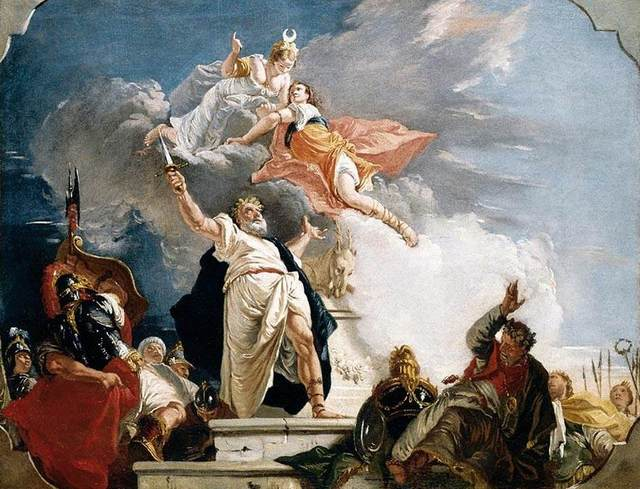
Iphigenia áldozata (1749)

Francesco Fontebasso (Velence, 1707. október 4. – Velence, 1769. május 31.) olasz festő. 

## Élete
Francesco Fontebasso 1707 október 4-én született az olaszországi Velencében, a késő barokk és rokokó időszakban.
Először tanoncnak állt Sebastiano Riccinél, de művészetét erősen befolyásolta kortársa, Giovanni Battista Tiepolo is, talán ő volt a legnagyobb hatással Fontebasso művészetére. Fontebasso tanulmányozta Tiepolo freskóit és végül kapcsolatba került a  művésszel is. 
Az 1740-es években, Fontebasso már Velence egyik vezető művésze volt. Főként templomok és paloták freskó festésein dolgozott, de festett vászonra is. Mint Tiepolo, Fontebasso is készített tollrajzok és számos könyvillusztrációt is.

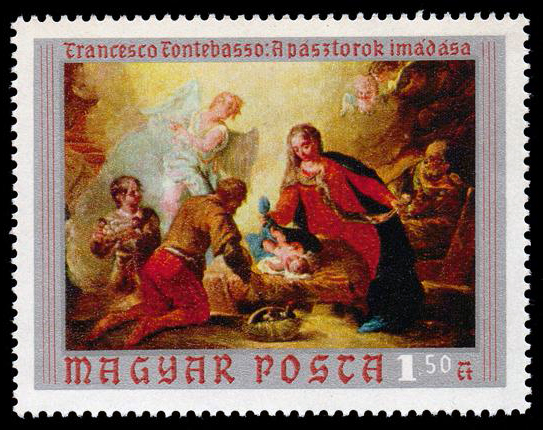
Francesco Fontebasso: Pásztorok imádása című festménye egy magyar bélyegen

1761-ben meghívták Szentpétervárra is, ahol ő készítette el a Téli Palota mennyezeti festményeit és díszítéseit. Sajnos, később mint sok más nagy dekoratív munkája, végül ez is elpusztult.
1768-ban tért vissza Velencébe, ahol ő segített a San Francesco della Vigna kápolna díszítésében. Még ez évben megválasztották az Académie Royale elnökévé is.
1769-ben halt meg Velencében.

## Galéria

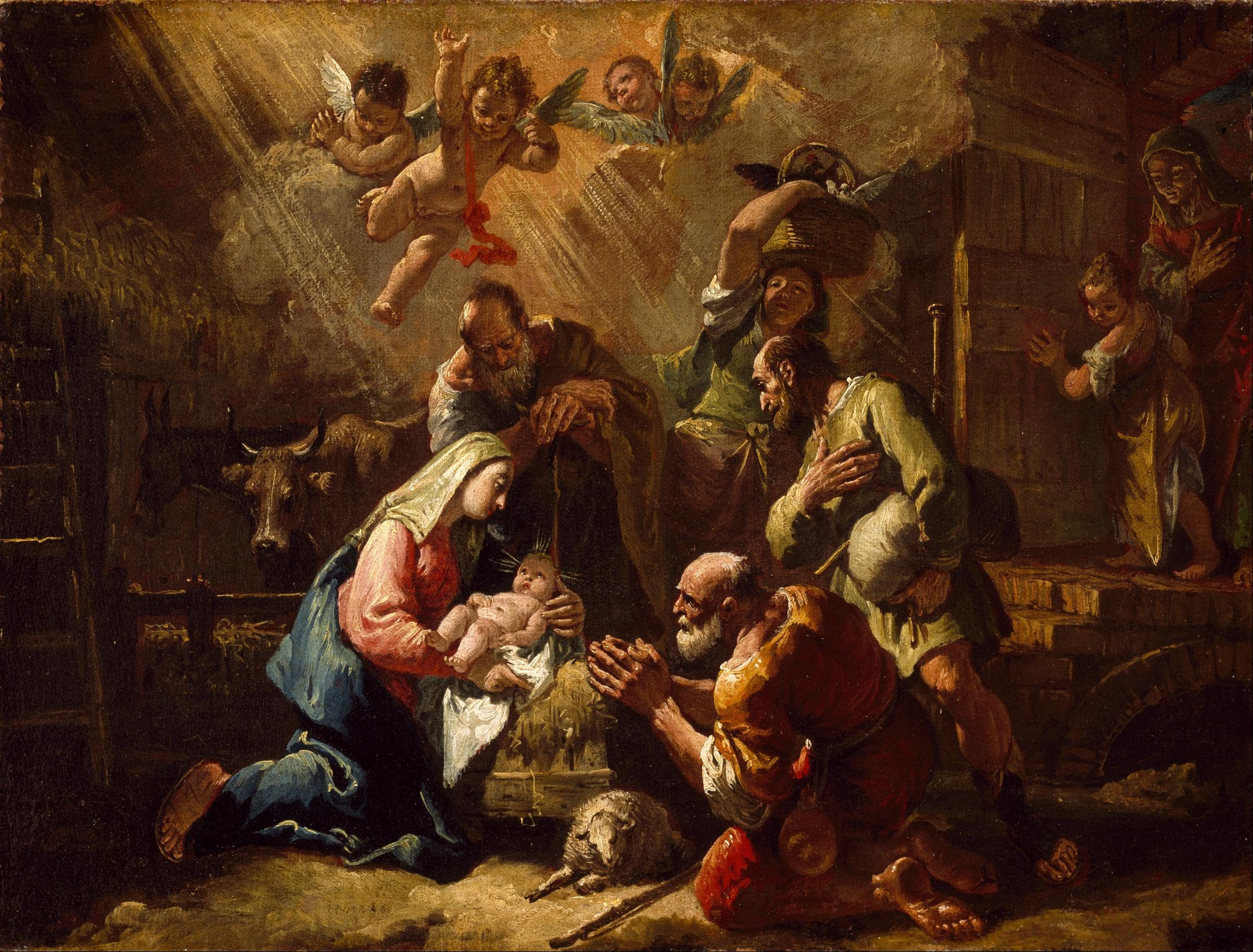
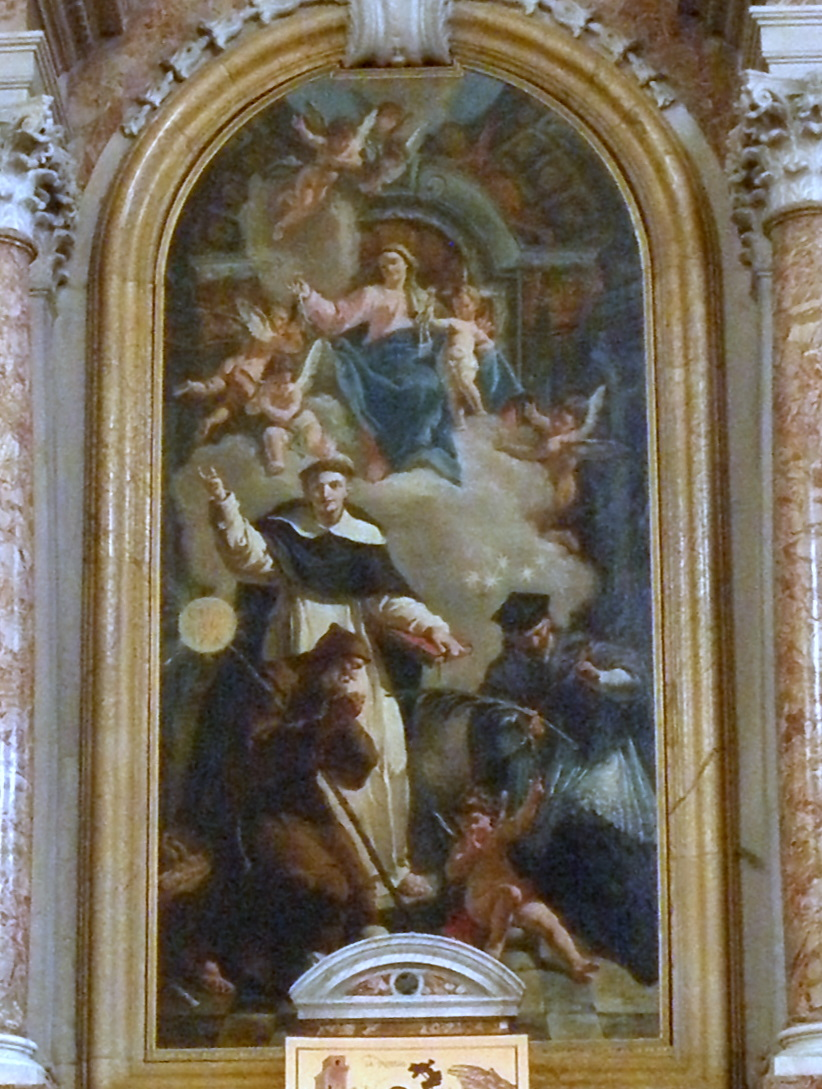
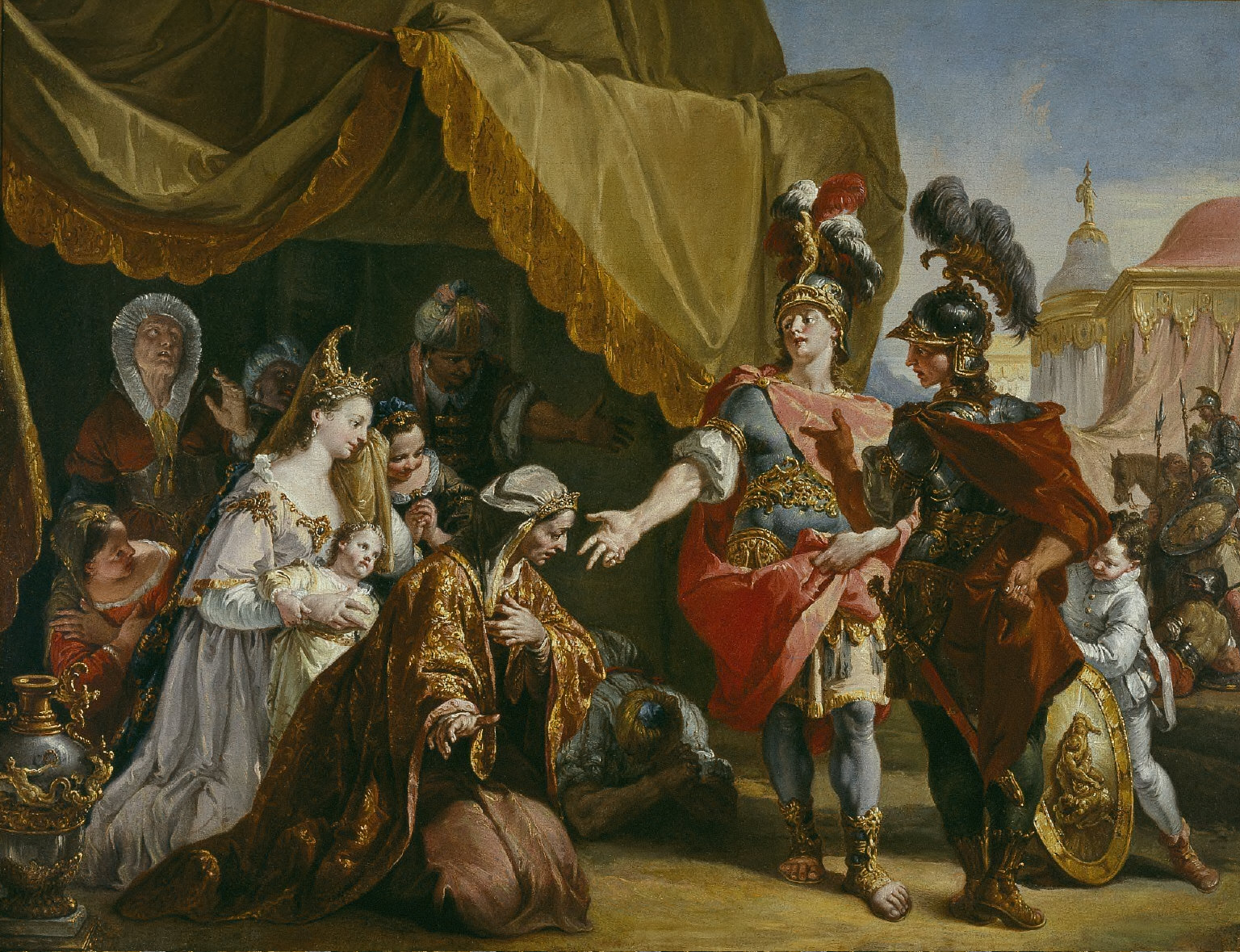
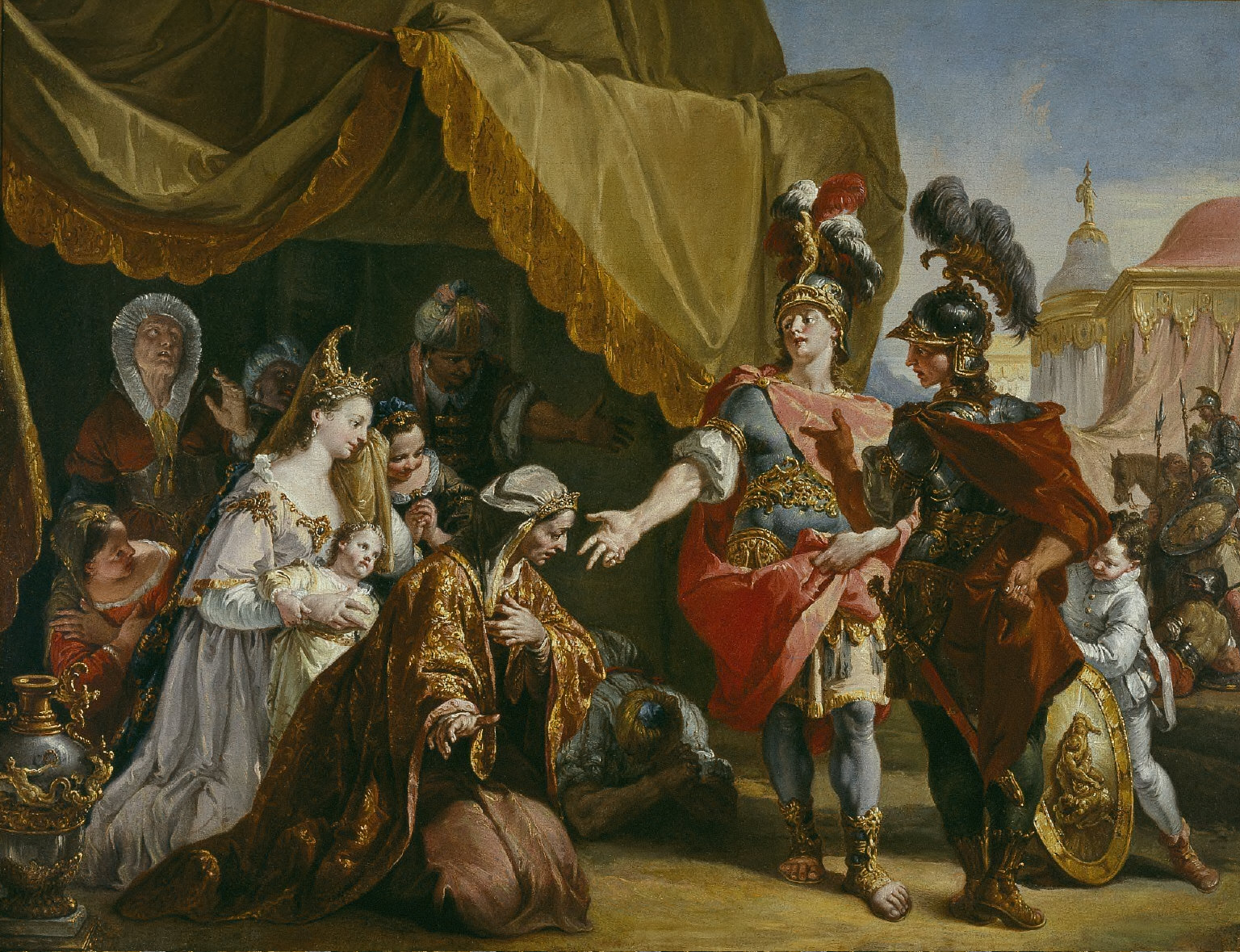
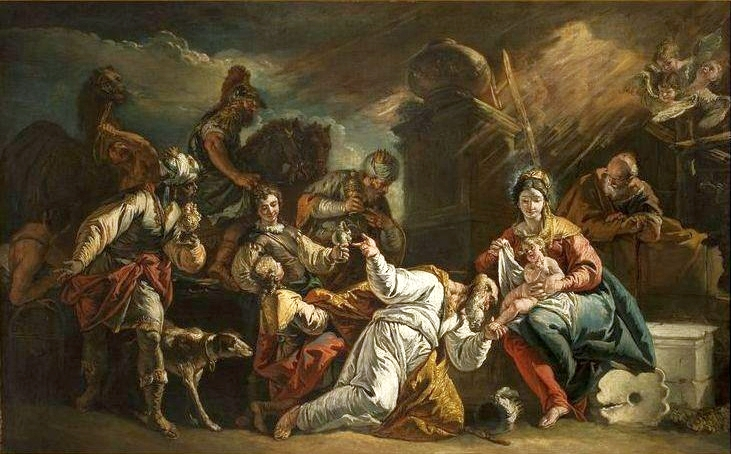
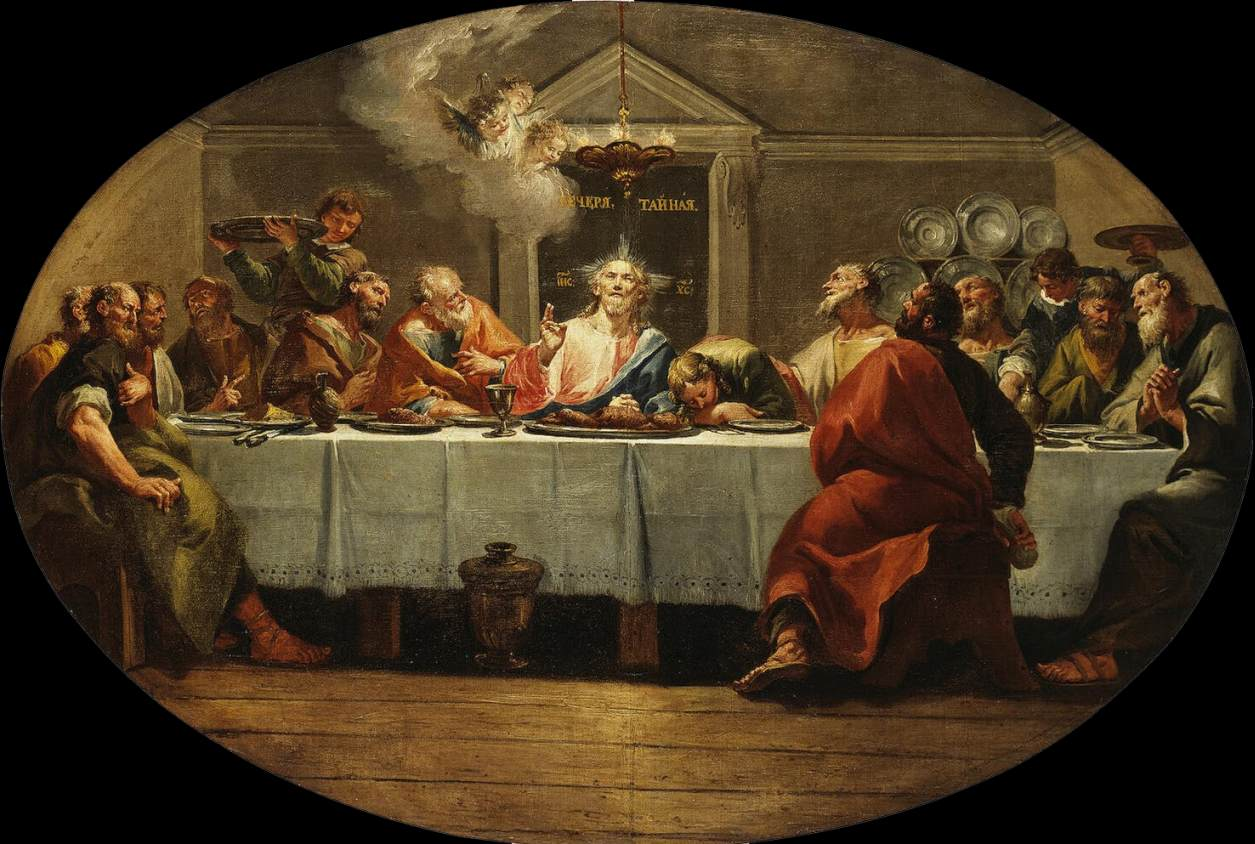
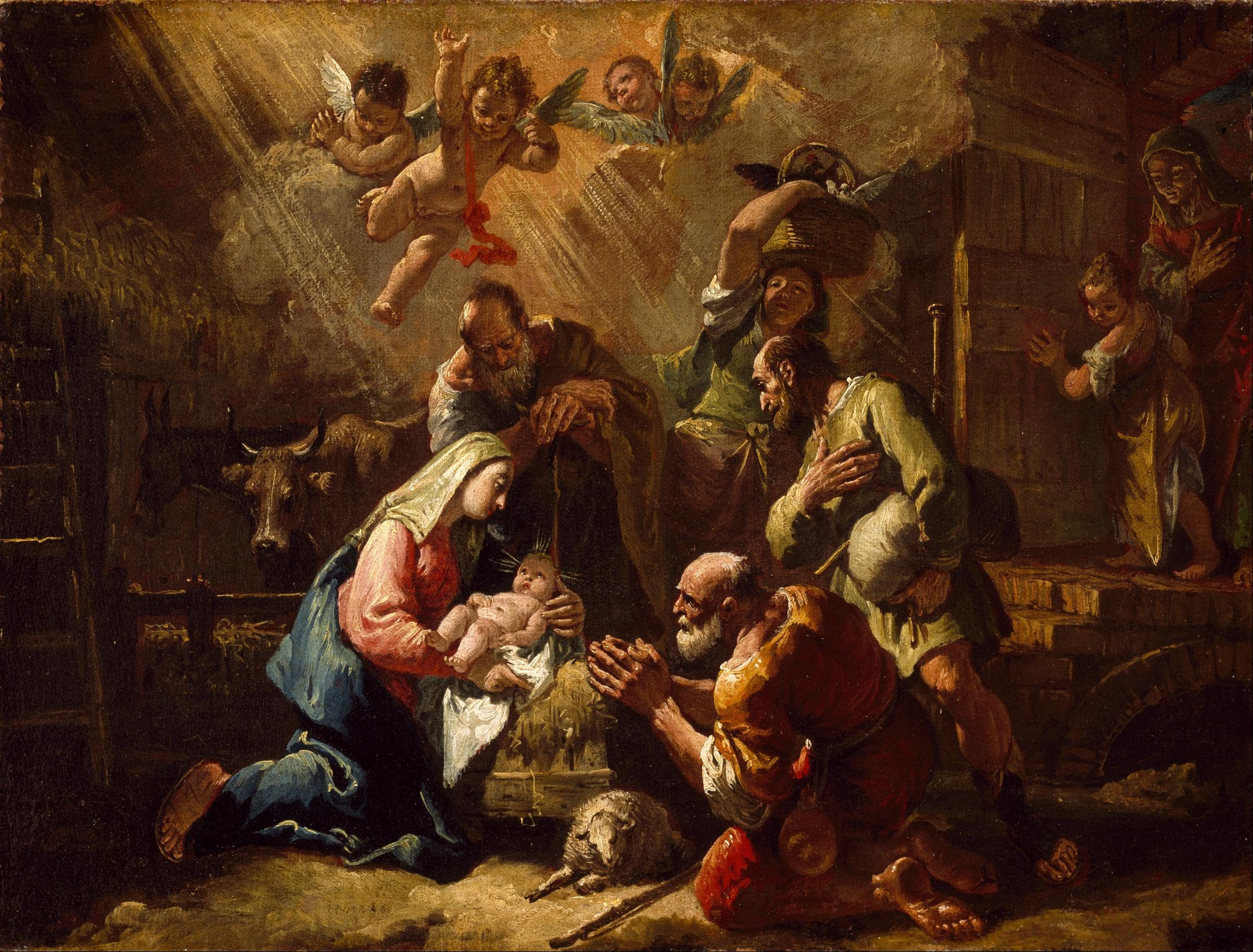
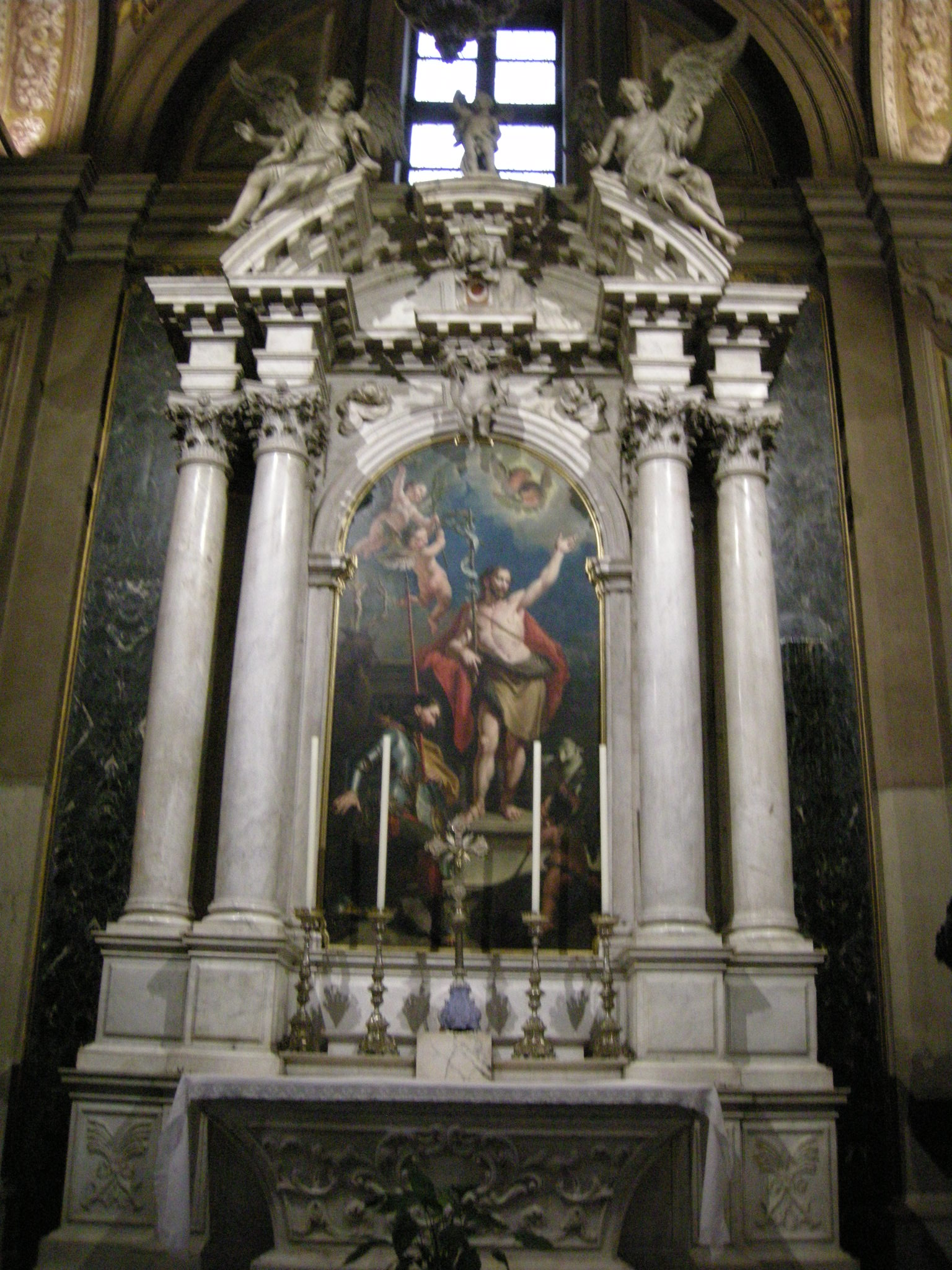
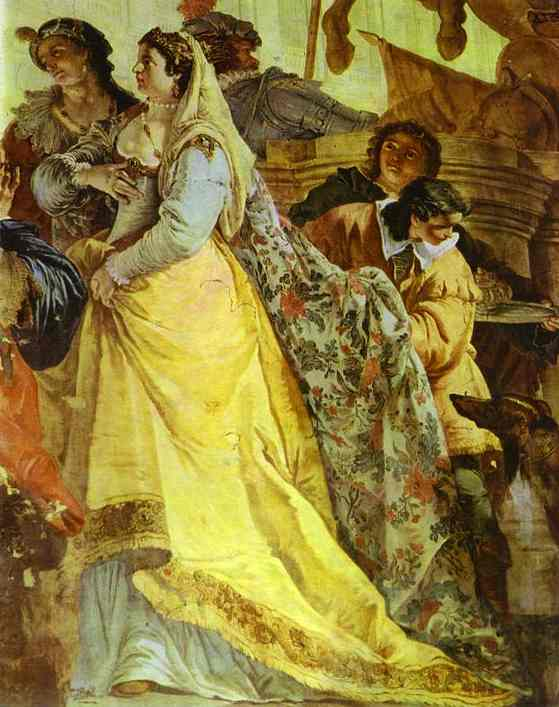
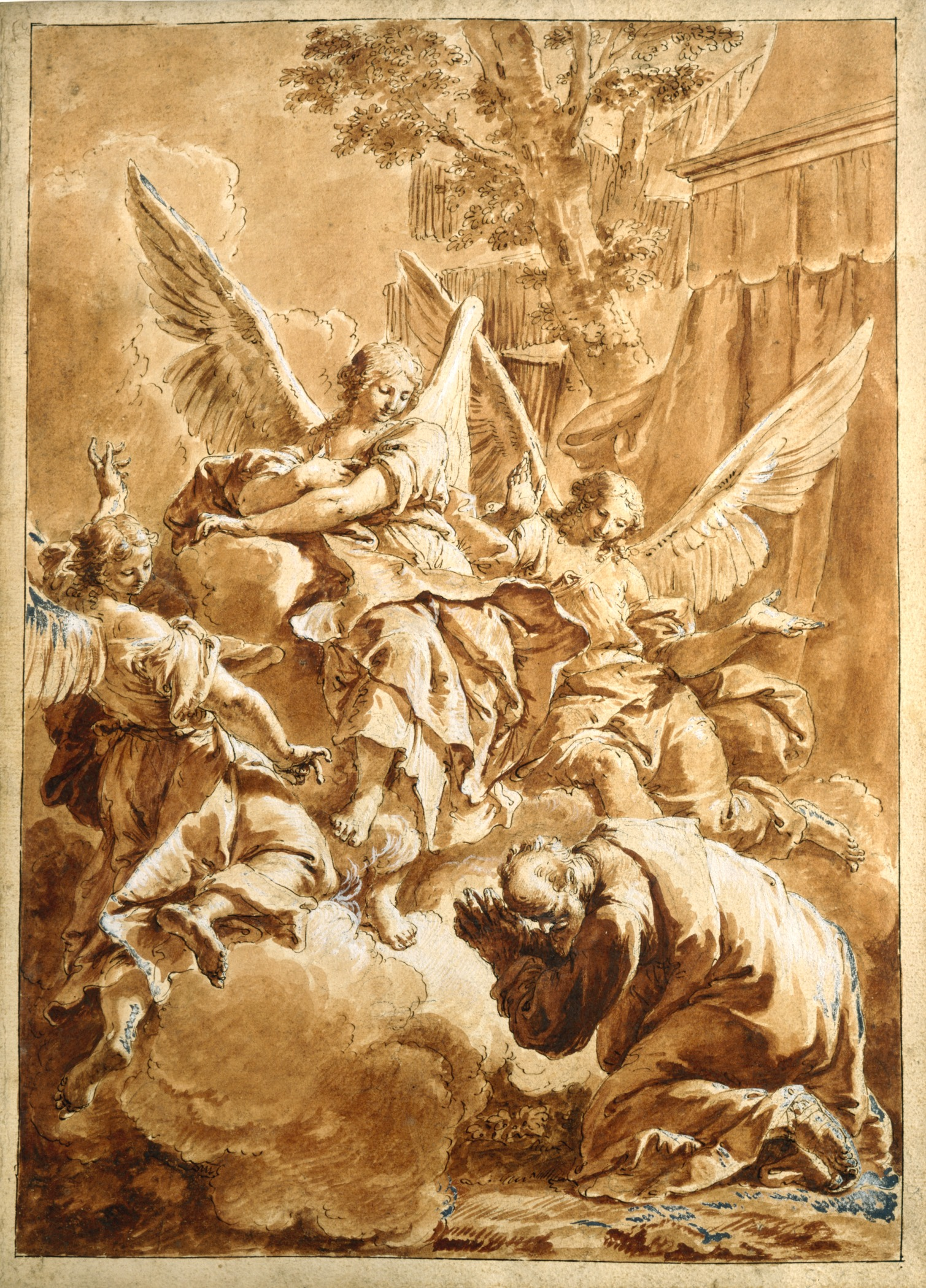
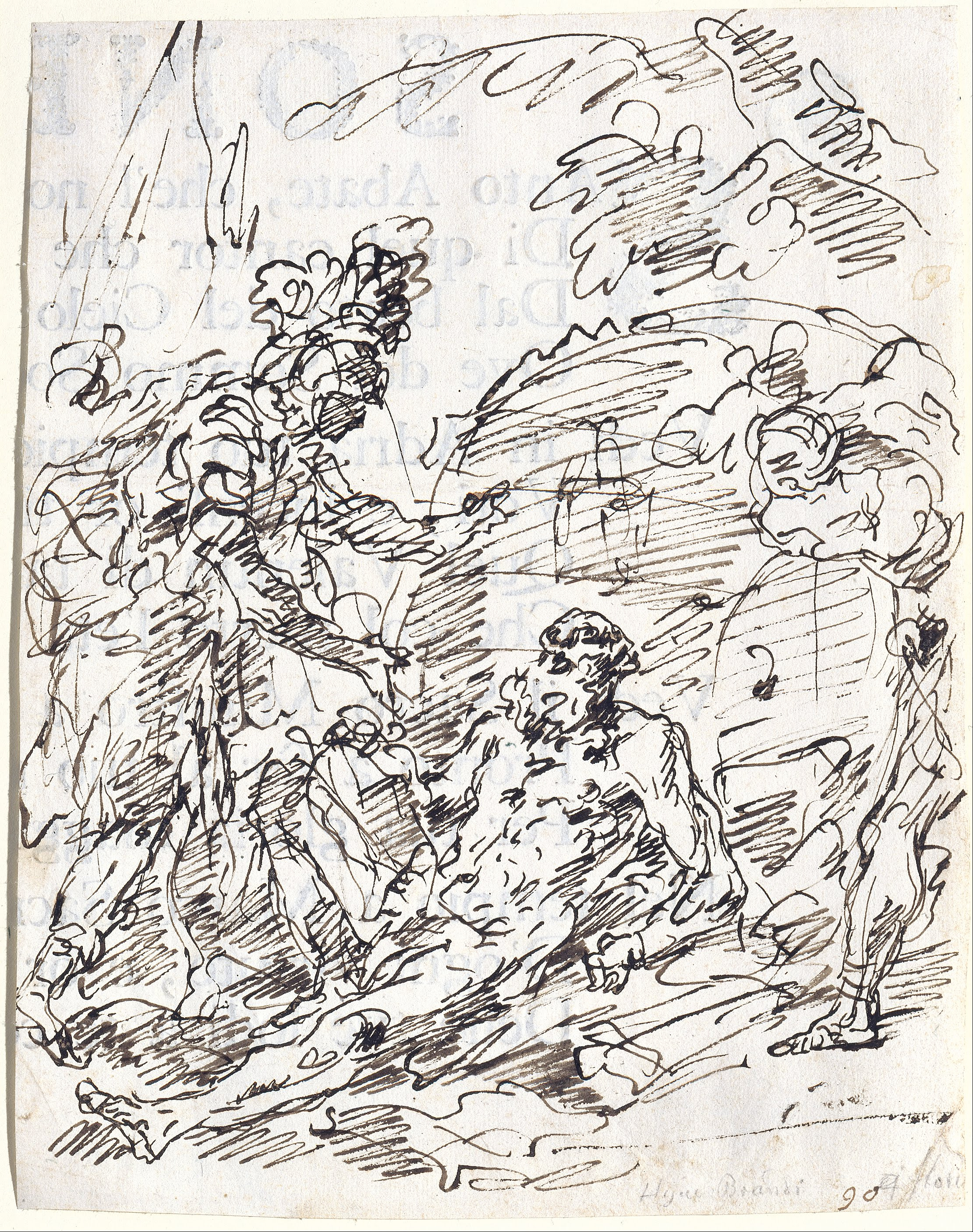
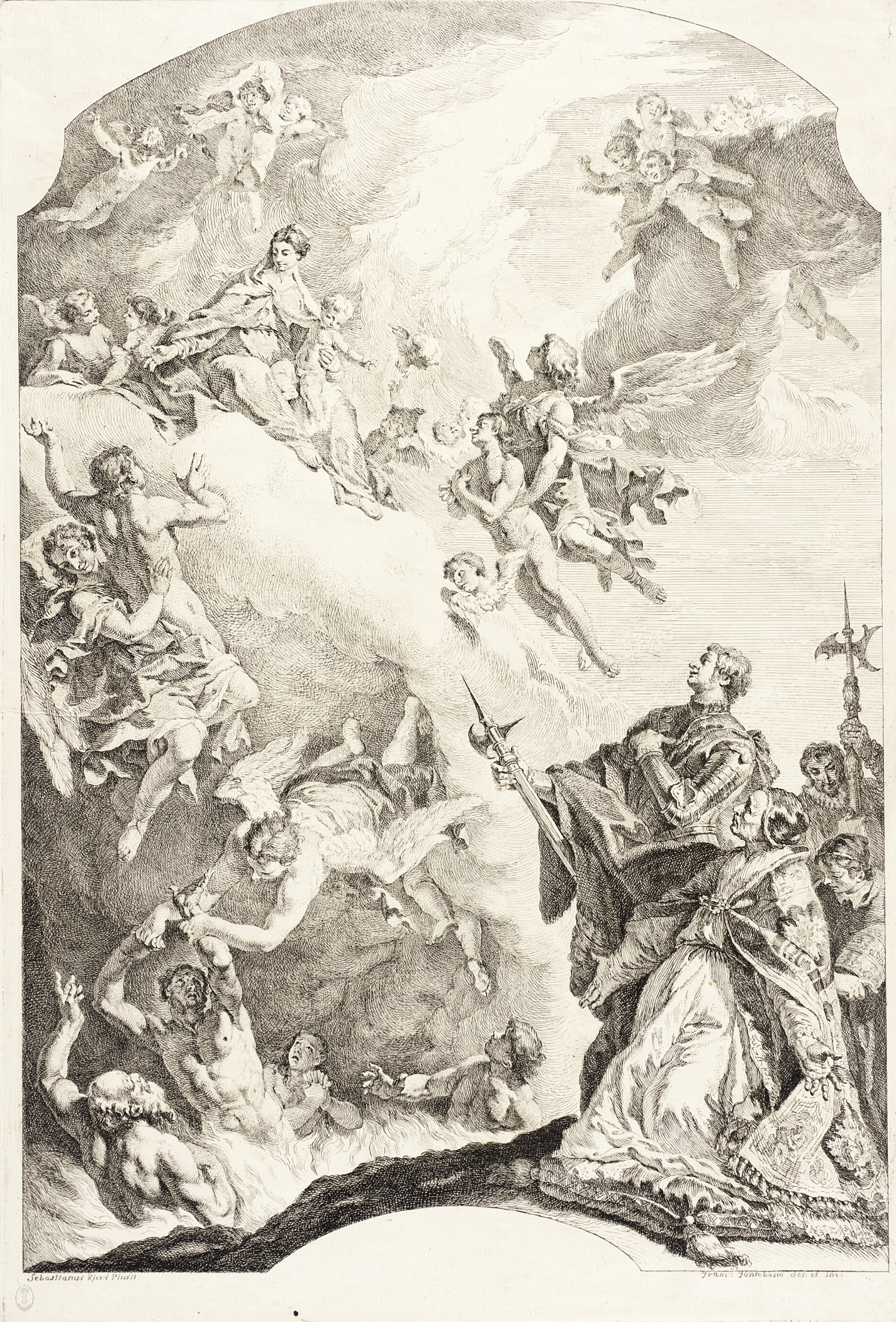